# Who's Who in Australia
Who's Who in Australia est une série d'ouvrages de référence biographique australienne, publiée à l'origine par Fred Johns en 1906 sous le titre Notable Australians. La série est utilisée par les universitaires comme ressource permettant d'identifier les personnalités les plus éminentes d'Australie, mais également comme outil de recherche par les journalistes et certains  historiens. L'ouvrage est de nos jours publié par l'Australian Associated Press (AAP).